# Damoh (distrikt)
Damoh är ett distrikt i Indien.   Det ligger i delstaten Madhya Pradesh, i den centrala delen av landet, 600 km söder om huvudstaden New Delhi. Antalet invånare är 1 264 219.
Följande samhällen finns i Damoh:
- Damoh
- Hatta
- Patharia
- Hindoriā
- Tendūkheda
- Narsinghgarh